# Amaury Cordeel
Amaury Cordeel (Bornem, 9 juli 2002) is een Belgisch autocoureur.

## Autosportcarrière
Cordeel maakte in 2017 zijn debuut in het formuleracing met zijn deelname aan het Franse Formule 4-kampioenschap. Hij kende een lastig seizoen waarin hij slechts eenmaal in de top 10 finishte met een negende plaats op het Autodromo Nazionale Monza. Met 6 punten werd hij zestiende in het eindklassement, als de laatste coureur die deelnam aan alle races.
In 2018 begon Cordeel het seizoen in het Verenigde Arabische Emiraten Formule 4-kampioenschap, waar hij vanaf het tweede raceweekend aan deelnam voor het team Dragon Motopark F4. Hij behaalde drie podiumplaatsen, inclusief zijn eerste overwinning op het Yas Marina Circuit, en werd met 120 punten achtste in de eindstand. Vervolgens nam hij deel aan zowel het Spaanse als het SMP Formule 4-kampioenschap voor MP Motorsport. In het Spaanse kampioenschap won hij drie races op het Autódromo Internacional do Algarve, het Circuito Permanente de Jerez en het Circuito de Navarra en behaalde hij podiumplaatsen in negen andere races, Met 208 punten werd hij uitgeroepen tot kampioen in deze klasse.
In het SMP-kampioenschap, waarin hij opmerkelijk genoeg onder de Finse vlag reed, won hij twee races op het Autodrom Moscow en het TT-Circuit Assen, maar moest hij drie van de zeven raceweekenden missen omdat hij in andere klassen reed. Met 107 punten werd hij achtste in het kampioenschap. Hiernaast nam hij deel aan drie raceweekenden van het Italiaanse Formule 4-kampioenschap, twee voor BWT Mücke Motorsport en een voor Alma Racing, en aan twee raceweekenden van het ADAC Formule 4-kampioenschap, eveneens bij Mücke, maar scoorde in beide klassen geen punten.
In 2019 begon Cordeel het seizoen in het winterkampioenschap van de Aziatische Formule 3, waar hij voor Pinnacle Motorsport reed. Hij nam enkel deel aan de eerste twee raceweekenden, waarin een vierde plaats op het Chang International Circuit zijn beste klassering was. Met 22 punten werd hij tiende in de eindstand. Vervolgens keerde hij terug naar Europa om deel te nemen aan de Eurocup Formule Renault 2.0 bij MP Motorsport. Hij kende een redelijk debuutseizoen waarin hij zeven keer in de top 10 eindigde, met een vijfde plaats op de Hungaroring als hoogtepunt. Met 27 punten werd hij vijftiende in het kampioenschap.
In 2020 begon Cordeel het seizoen als gastcoureur in het volwaardige Aziatische Formule 3-kampioenschap bij MP Motorsport tijdens het raceweekend op de Dubai Autodrome, waarin hij een zevende en twee tiende plaatsen scoorde. Ook zou hij deelnemen aan de Toyota Racing Series voor Kiwi Motorsport, maar nadat hij in de eerste vrije training van het seizoen bij een crash een hersenschudding opliep, moest hij zijn deelname aan zich voorbij laten. Hij maakte zijn terugkeer in de racerij in de Eurocup Formule Renault 2.0, waarin hij voor FA Racing uitkwam. Een vijfde plaats op het Circuit Zandvoort was zijn beste resultaat, waardoor hij met 33 punten opnieuw vijftiende werd in het eindklassement.
In 2021 maakte Cordeel zijn debuut in het FIA Formule 3-kampioenschap, waarin hij uitkwam voor het team Campos Racing. Hij kende een lastig seizoen, waarin een elfde plaats op de Red Bull Ring zijn beste resultaat was. Hierdoor eindigde hij puntloos op plaats 23 in het kampioenschap.
In 2022 stapt Cordeel over naar de Formule 2, waarin hij voor het nieuwe team Van Amersfoort Racing ging rijden. Hij kende een moeilijke seizoensstart en moest het weekend op Silverstone missen omdat hij te veel strafpunten op zijn licentie had verzameld. In de laatste vijf races eindigde hij echter viermaal in de punten, met een vijfde plaats op Yas Marina als beste resultaat. Met 26 punten werd hij zeventiende in de eindstand.
In 2023 stapt Cordeel binnen de Formule 2 over naar het team Virtuosi Racing als teamgenoot van Jack Doohan. Hij kende een zwaar seizoen, waarin hij met twee achtste plaatsen op Zandvoort en Monza zijn enige puntenfinishes wist te behalen. Met 8 punten werd hij twintigste in het eindklassement.
In 2024 reed Cordeel een derde seizoen in de Formule 2, waarin hij overstapte naar het team Hitech Pulse-Eight. Een vierde plaats op het Autodromo Internazionale Enzo e Dino Ferrari was zijn beste race-uitslag en in totaal eindigde hij zeven keer in de top 10. Met 39 punten werd hij zeventiende in het kampioenschap.
In 2025 had Cordeel in eerste instantie geen Formule 2-zitje. Anderhalve week voor het begin van het seizoen werd hij echter door Rodin Motorsport opgeroepen om Christian Mansell, die tijdelijk met de autosport stopte, te vervangen.